# P̌ (латиница)
P̌, p̌ (P с гачеком) — буква расширенной латиницы, используемая в лазском языке и транскрипции журнала Anthropos.

## Использование
В одном из вариантов лазского алфавита на основе латиницы, используемого в Турции, обозначает звук [pʼ]; в других вариантах латиницы вместо неё может использоваться pʼ, а в алфавите на основе грузинского письма, используемом в Грузии — პ.
В транскрипции журнала Anthropos обозначает аффрикату [p͡ɸ]; вместо неё может использоваться диграф pf.